# 파력 발전

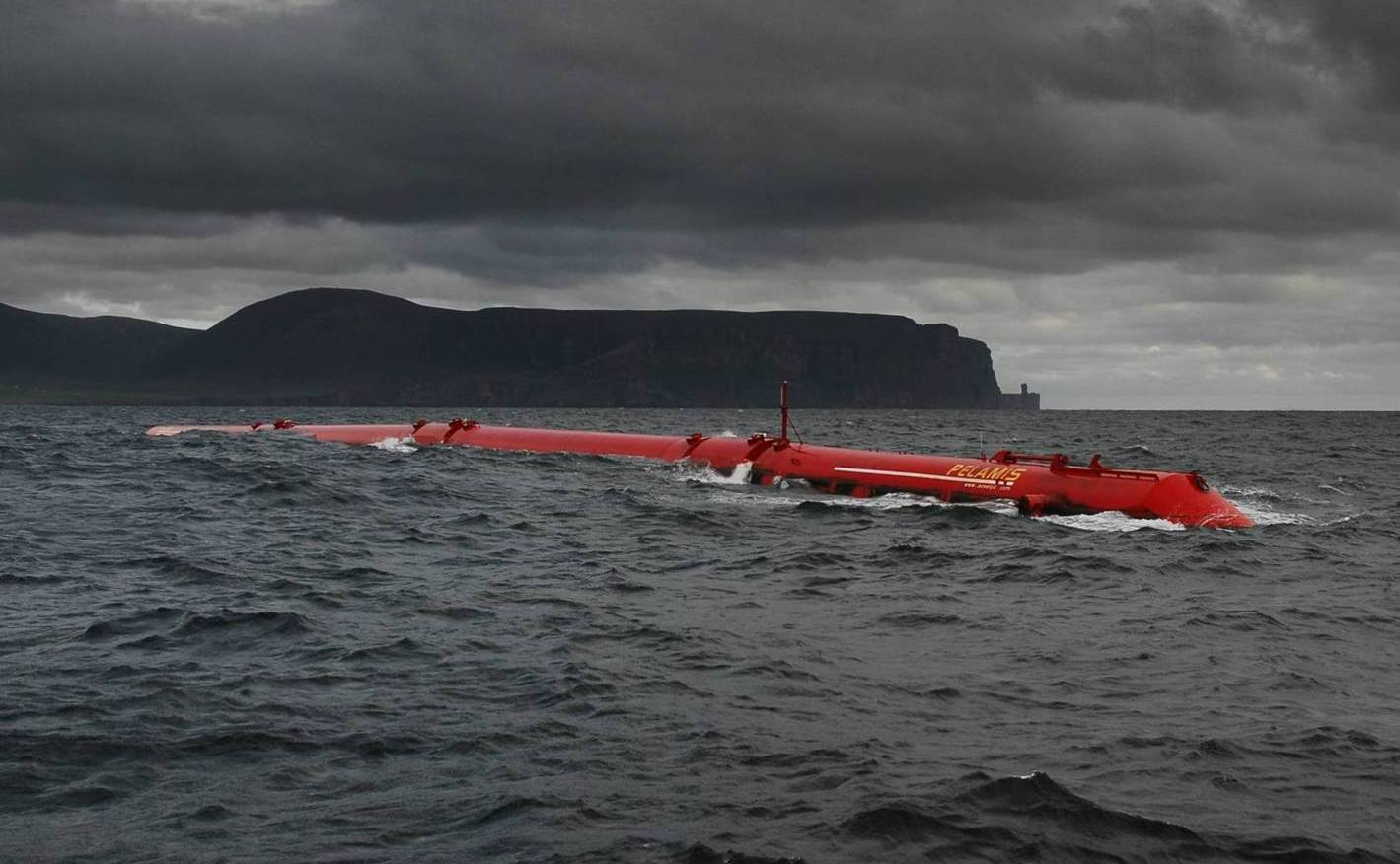

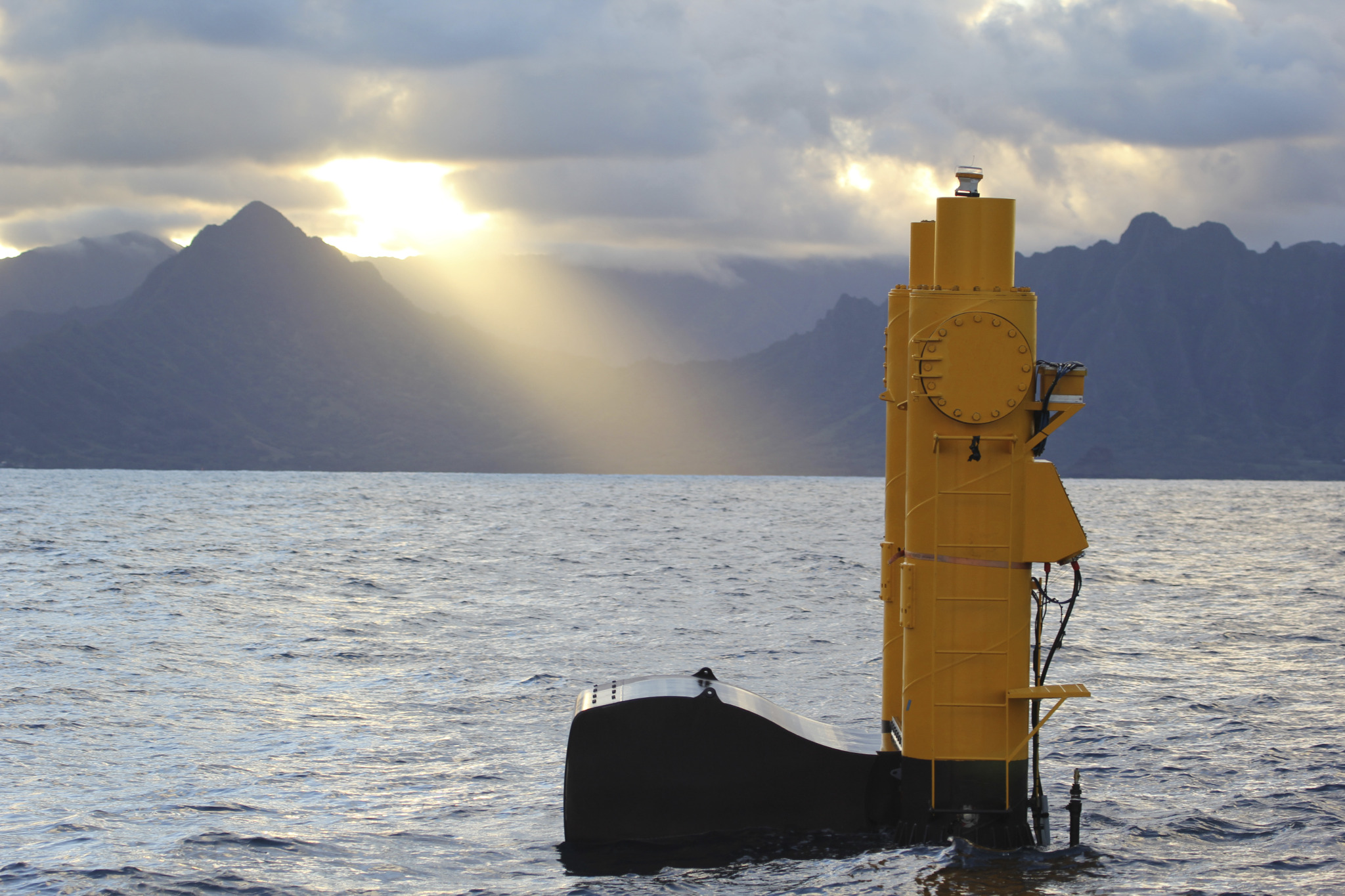

파력 발전(波力發電)은 해수면파에 의한 에너지 전달, 또 이러한 에너지를 포착하여 발전, 담화, 물을 저수지로 펌프질하는 등의 유용한 일을 하는 발전 방식이다.
파력은 조력의 일시적인 흐름, 해류의 꾸준한 선회 운동과는 구분한다. 파력 발전은 현재 널리 쓰이는 상용 기술은 아니지만 적어도 1890년 이후로 이를 사용하려는 시도가 있어왔다. 2008년에 아구사도라 파도 공원에서 최초의 실험식 파력 발전소가 포르투갈에서 개장하였다.

## 같이 보기
- 조력 발전